# 心茶会
心茶会(しんちゃかい)は、1941年(昭和16年)1月に、茶道を学びたいという京都大学の学生有志の要望にもとづき、当時文学部哲学科仏教学講座助教授であった久松真一（1889-1980）を指導者とし、裏千家淡々斎千宗室 (14代)宗匠（1893-1964）の全面的な後援を得て、「京都大学心茶会」という形で発足した。1956年(昭和31年)、創立15周年を機に、京都大学心茶会を一支部とする全国組織としての「心茶会」に改組された。支部として、京都大学心茶会のほか、東京心茶会、愛知心茶会、京都心茶会、大阪心茶会、兵庫心茶会、松山心茶会がある。
現在、（イ）点前稽古と座禅、（ロ）茶道古典の研究を中心事業として活動している。京都大学心茶会では、週2回の接心会（座禅と点前稽古の会）がおこなわれており、各地区の心茶会でも、それぞれ独自の活動が工夫されている。心茶会全体としては、参加可能な会員が集まるという形で、月に1度接心会をおこなっている。そのほか、茶会、会誌「心茶」（年刊）の発行、また公開講演会・シンポジウムなども開催している。
心茶会で毎回の接心会の初めと終わりにそれぞれ唱えられる「茶道箴」「茶道小箴」

は、京大心茶会創立時に久松真一が製作した茶道を学ぶものの心構えである。

茶道箴（さどうしん）
吾等今幸いに、露地草庵に入って、茶道の玄旨に参じ、和敬清寂の法を修することを得。　願わくは、前賢古聖の芳躅を攀じ、可且にも遊戯逸楽に流れ、好事驕奢に趨り、流儀技芸に偏固して、邪路に堕する事勿く、堅く侘数寄の真諦を把住し、専ら心悟を旨とし、一期一会を観じて、道業倦むこと無く、事理双修し、挙止寂静にして塵念を生ずること無く、事物人境に対って無念にして心身自ずから道に契い山水、草木、草庵、主客、諸具、法則、規矩、共に只一箇に打擲し去り、皆倶に、無事安心一様の白露地を現成し、茶の十徳を以て世を饒益せんことを。

茶道小箴（さどうしょうしん）
和敬清寂今正に修し、喫茶去心身寥廓たり。願わくは、要諦鎮日に堅持し、精進以て事理円成せんことを。

日本文化史家の熊倉功夫は、近代茶道史における久松および心茶会の位置を、「茶の美学」を強調した谷川徹三と対比して以下のように述べている。

谷川徹三の茶のみかたが、あまりにも美にかたよりすぎていると考えるのは、自由である。茶の美学において、ほとんど捨象されたに近い茶と禅とのかかわりこそ、茶の根底となるべきものだという主張が一方にある。抱石久松真一の茶道論は、禅より茶の位置づけを行なった独特のものであった。　(中略)　久松の茶道論を、知的な茶の理解の範疇に入れるならば、多くの反論がおこるだろう。久松の主催する心茶会をどう考えるのかと。心茶会は昭和十六年、京都大学の学生を集めて創立された、久松真一の茶と禅の道場である。爾来三十余年、今日なおさかんなその会の運営をみると、まことにその理念の実践の場が、ここにあることが判る。その清規にいう。
本会ハ茶道ノ芳躅ヲ攀ヂ綜合的ニ日本文化ノ奥秘ニ参ジ事物人境ニ於テ心身共ニ能ク和敬清寂シ以テ真心ノ錬成ヲ期ス

そして、なすべきものとして、「点前稽古ト座禅」と「茶道古典ノ研究」があわせあげられる。